# Kurt Bürger (Agrarwissenschaftler)

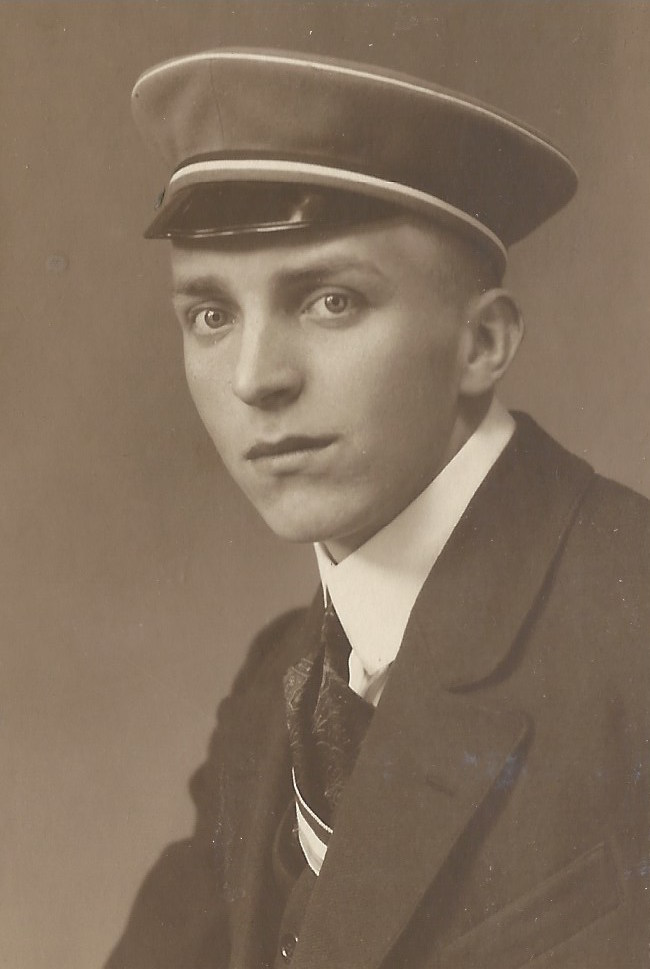
Kurt Bürger

Kurt Bürger (* 12. Juli 1899 in Berlin-Charlottenburg; † 23. Februar 1991 in Bremen) war ein deutscher Futterpflanzenzüchter.

## Leben
Bürger studierte seit 1921 Landwirtschaft an der Universität Halle und arbeitete ab 1923 als Versuchsfeldassistent am dortigen Institut für Pflanzenbau und Pflanzenzüchtung. 1926 promovierte er in Halle mit einer betriebswirtschaftlich orientierten Dissertation über die Grünlandwirtschaft der pommerschen Moore. Seit 1929 war er Direktor der „Nordwestdeutschen Futtersaat GmbH“ (NFG) in Bremen. Unter seiner Mitwirkung entstand 1965 durch Zusammenschluss dieser Firma mit der Deutschen Saatveredelung Lippstadt die „Deutsche Saatveredelung Lippstadt-Bremen GmbH“. Von 1953 bis 1975 war Bürger zugleich Geschäftsführer der von ihm gegründeten „Fördergemeinschaft Futtersaaten GmbH“.
Bedeutende Verdienste erwarb sich Bürger auf den Gebieten der Futterpflanzenzüchtung, der Saatgutvermehrung und der Grünlandberatung. Unter seiner Regie sind im Laufe mehrerer Jahrzehnte zahlreiche ertragreiche Sorten von Gräsern und anderen Futterpflanzen in den Handel gekommen. Bürger gilt als einer der Pioniere des modernen Grassamenbaus. Zu seinen wichtigsten Publikationen gehört die gemeinsam mit anderen Fachkollegen 1961 herausgegebene Schrift „Unsere Gräser im Futter- und Samenbau“.
1922 wurde er Corpsstudent bei Teutonia Halle. 1949 erhielt er in Frankfurt am Main auch das Band der Saxonia.

## Schriften
- Unsere Gräser im Futter- und Samenbau (gemeinsam mit K.-H. Beuster, G. Herforth und E. Terkamp). Landwirtschaftliche Schriftenreihe Boden und Pflanze der Ruhr-Stickstoff-Aktiengesellschaft Bochum Nr. 9, 1961.
- Gräser-Sortenbezeichnungen: Stand bei 27 Grasarten in 25 Ländern. Selbstverlag Bremen 1975; 2. Aufl. herausgegeben vom Auswertungs- und Informationsdienst für Ernährung, Landwirtschaft und Forsten (AID) Bonn 1979.